# Murrayonida
Муррайоніди (Murrayonida) — ряд  вапняних губок з підкласу  кальцінейних (Calcinea). Murrayonida відрізняються від інших кальцінейних губок наявністю укріпленої скелетної системи та зовнішньої кірки, що вистилає лейконоїдні водоносні трубки і корпус губки. У ряді відомо 3 види, кожен з яких виділяється в окремі родини: Murrayona phanolepis в Murrayonidae, Lelapiella incrustans в Lelapiellidae, і Paramurrayona corticata в Paramurrayonidae.